# Barber-malom
A Barber-féle gőzmalom, később Lujza-malom egy budapesti gőzmalom volt.

## Története
Barber és fiai társaság gőzmalma 1853/1854-ben épült fel a mai Budapest III. kerületi Kolosy térnél, pontosabban a Lajos utca – Dereglye utca – Árpád fejedelem útja – Szépvölgyi út által határolt telken (Lajos u. 57.).
Az építtető társaság neve később Barber és Klusemann-ra változott. Idővel a társas cég feloszlott, az üzem pedig eladásra került. 1867-től a Lujza Gőzmalom Rt. üzemeltette. 1936-ban került az Első Budapesti Gőzmalom Rt. birtokába. Nem sokkal később, a '30-as évek végén lebontásra került. Körülbelül 85 évig létezett ez a gőzmalom.